# Julija Tkatsch
Julija Anatolijiwna Tkatsch (ukrainisch Юлія Анатоліївна Ткач, wiss. Transliteration Julija Anatoliïvna Tkač; * 26. September 1989 in Kowel, Oblast Wolyn, Ukrainische SSR, UdSSR als Julija Anatolijiwna Ostaptschuk, ukrainisch Юлія Анатоліївна Остапчук) ist eine ukrainische Ringerin. Sie wurde 2011 und 2012 Europameisterin und 2014 Weltmeisterin in der Gewichtsklasse bis 63 kg Körpergewicht.

## Werdegang
Julija Tkatsch begann im Jahre 2002 mit dem Ringen. Sie gehört dem Sportclub Dinamo/Spartak Lviv an und wird seit 2007 von Andrei Pistun trainiert. Sie ist 1,68 Meter groß und startet in der Gewichtsklasse bis 63 kg Körpergewicht. Sie ist Studentin. Bis Ende 2012 startete sie unter ihrem Mädchennamen Ostaptschuk, nach ihrer Eheschließung und der Geburt eines Kindes ab 2014 unter dem Namen Tkatsch.
Ihren ersten internationalen Einsatz absolvierte Tkatsch gleich bei der Europameisterschaft der Damen 2007 in Sofia in der Gewichtsklasse bis 59 kg. Sie kam dort zu zwei Siegen und unterlag im Kampf um eine EM-Bronzemedaille gegen Galina Legenkina aus Russland nur knapp nach Punkten. Im gleichen Jahr wurde sie dann in Belgrad Junioren-Europameisterin in der Gewichtsklasse bis 63 kg und in Peking auch noch Junioren-Weltmeisterin in der gleichen Gewichtsklasse. Im Finale bezwang sie dabei Jekaterina Melnikowa aus Russland. Der ukrainische Ringerverband setzte sie daraufhin auch noch bei der Weltmeisterschaft in Baku ein. Ihr gelangen dort drei Siege, u. a. bezwang sie auch die routinierte Österreicherin Nikola Hartmann-Dünser, unterlag aber dann gegen Jelena Schalygina aus Kasachstan und im Kampf um eine WM-Bronzemedaille auch gegen Monika Ewa Michalik aus Polen. Sie erreichte damit aber den 5. Platz, der ihr die Startberechtigung bei den Olympischen Spielen in Peking einbrachte.
Im Jahre 2008 wurde sie in Košice wieder Junioren-Europameisterin, wobei sie im Finale wieder Jekaterina Melnikowa besiegte. Bei den Olympischen Spielen in Peking unterlag sie in ihrem ersten Kampf gegen die US-Amerikanerin Randi Miller knapp nach Punkten (1:2 Runden, 2:5 Punkte). Da Randi Miller nicht das Finale erreichte, kam Julija Tkatsch auch nicht in die Trostrunde und kam daher nur auf den 11. Platz.
Bei der Junioren-Europameisterschaft 2009 in Tiflis gewann sie dann ihren dritten Titel in Folge. Im Finale bezwang sie dabei die Schweizerin Karin Stingelin. Kein Glück hatte sie jedoch bei der Weltmeisterschaft 2009 in Herning/Dänemark, denn sie unterlag dort in ihrem zweiten Kampf gegen Jelena Schalygina und schied aus. In der Endabrechnung kam sie in Herning auf den 10. Platz.
2010 gewann Julija Tkatsch dann bei der Europameisterschaft in Baku in der Gewichtsklasse bis 63 kg ihre erste Medaille bei einer internationalen Meisterschaft der Damen. Sie unterlag dort gegen Ljubow Michailowna Wolossowa aus Russland, schlug aber im Kampf um eine Bronzemedaille Olesja Samula aus Aserbaidschan. 2010 wurde sie in Turin auch noch Studenten-Weltmeisterin.
Ihren ersten großen Sieg bei einer internationalen Meisterschaft errang sie dann bei der Europameisterschaft 2011 in Dortmund. Sie holte sich dort mit fünf Siegen den Europameistertitel und bezwang im Finale Tajbe Jusein aus Bulgarien. Bei der Weltmeisterschaft dieses Jahres in Istanbul kam sie nicht so gut zurecht. Sie unterlag dort in ihrem zweiten Kampf gegen die vielfache Weltmeisterin Kaori Icho aus Japan und unterlag auch in der Trostrunde gegen Jelena Schalygina und gegen Jing Ruixue aus der Volksrepublik China und landete auf dem 7. Platz.
2012 wurde Julija Tkatsch in Belgrad erneut Europameisterin in der Gewichtsklasse bis 63 kg. Sie bezwang dabei mit Johanna Mattsson, Schweden, Audrey Prieto, Frankreich, Elif Jale Yeşilırmak, Türkei und Natalja Smirnowa, Russland vier sehr starke Ringerinnen. Anschließend qualifizierte sie sich im Qualifikationsturnier in Sofia in der gleichen Gewichtsklasse auch für die Teilnahme an den olympischen Spielen in London. In London kam sie zunächst zu Siegen gegen Elena Schalygina aus Kasachstan und Marianna Sastin aus Ungarn, schied aber dann gegen Ljubow Michailowna Wolossowa aus Russland aus und belegte den 7. Platz.
Nach dem Mutterschaftsjahr 2013 kehrte sie 2014 wieder auf die Ringermatte zurück. Bei der Europameisterschaft im April 2014 in Vantaa/Finnland gewann sie in der Gewichtsklasse bis 63 kg gleich wieder eine Medaille. Nach zwei gewonnenen Kämpfen verlor sie dort im Viertelfinale gegen Anastasija Grigorjeva aus Lettland, sicherte sich aber danach mit einem Sieg über Adéla Hanzlíčková aus Tschechien eine Bronzemedaille. Im März 2014 gelang es ihr dann in Taschkent erstmals Weltmeisterin zu werden. Sie besiegte dort Walerija Lasinskaja aus Russland, Agoro Papavasileiou aus Griechenland, Henna Johansson aus Schweden und Elena Piroschkowa aus den Vereinigten Staaten.
Auch 2015 gewann Julija Tkatsch bei den internationalen Meisterschaften zwei Medaillen. Im Juni 2015 erreichte sie bei den 1. Europaspielen in Baku in ihrer angestammten Gewichtsklasse mit Siegen über Andrea-Elena Simon, Rumänien, Monika Ewa Michalik, Polen und Maria Mamaschuk, Belarus das Finale, das sie allerdings gegen Walerija Lasinskaja verlor. Bei der Weltmeisterschaft 2015 in Las Vegas verlor sie ihren ersten Kampf gegen Risako Kawai aus Japan, da diese das Finale erreichte, konnte sie in der Trostrunde weiterringen und sich mit Siegen über Katherine Vidiaux Lopez, Kuba, Maria Mamaschuk und Braxton Rei Stone-Papadopoulos aus Kanada eine Bronzemedaille sichern.
2016 wurde Julija Tkatsch in Riga Vize-Europameisterin in der Gewichtsklasse bis 63 kg. Im Finale unterlag sie dabei gegen Anastasia Grigorjewa aus Lettland. Im August 2016 startete sie zum dritten Mal bei Olympischen Spielen. In Rio de Janeiro siegte sie dabei in der gleichen Gewichtsklasse über Danielle Lappage aus Kanada, verlor aber ihren nächsten Kampf gegen Xu Rui aus China, die sie kurz vorher bei den Polan Open in Spala im Finale noch bezwungen hatte. Damit schied sie aus und belegte den 9. Platz. Sie blieb damit bei den drei Olympischen Spielen, bei denen sie startete, ohne Medaille.
Trotz dfieser Enttäuschung machte sie weiter und gewann bei der Europameisterschaft 2017 in Novi Sad, wieder in der Gewichtsklasse bis 63 kg eine Bronzemedaille. Noch erfolgreicher war sie bei der Weltmeisterschaft 2017 in Paris. Sie kam dort mit Siegen über Ilana Kratysch aus Israel, Walerija Lainskaja aus Russland und Hafize Sahin aus der Türkei in das Finale, in dem sie allerdings gegen Pürewdordschiin Orchon aus der Mongolei unterlag.
2018 war Julija Tkatsch nur bei der Weltmeisterschaft, die im Oktober dieses Jahres in Budapest stattfand, am Start. In der neuen Gewichtsklasse bis 62 kg Körpergewicht siegte sie über Luisa Niemesch aus Deutschland und Johanna Mattsson, verlor im Halbfinale gegen Yukako Kawai aus Japan und sicherte sich in der Trostrunde mit einem Sieg über Marianna Sastin aus Ungarn eine Bronzemedaille.
Im Juni 2019 wurde sie Bei den Europaspielen in Minsk Siegerin in der Gewichtsklasse bis 62 kg. Auf dem Weg zu diesem Erfolg schlug sie Lydia Perez Tourino, Spanien, Maria Kuznezowa, Russland, Taybe Mustafa Yusein aus Bulgarien und Elmira Gambarowa, Aserbaidschan.

## Internationale Erfolge
| Jahr | Platz | Wettbewerb                                              | Gewichtsklasse | Ergebnisse |
| 2007 | 5.    | EM in Sofia                                             | bis 59 kg      | nach einem Sieg über Verena Weiß, Deutschland, einer Niederlage gegen Ida-Theres Nerell, Schweden, einem Sieg über Diana Borissowa, Lettland und einer Niederlage gegen Galina Legenkina, Russland  |
| 2007 | 1.    | Junioren-EM (Juniors) in Belgrad                        | bis 63 kg      | vor Bianca Michaele Iancolovici, Rumänien und Marleen Gottschling, Deutschland |
| 2007 | 1.    | Junioren-WM (Juniors) in Peking                         | bis 63 kg      | nach Siegen über Hou Min-Won, Taiwan, Melinda Marais, Südafrika, Hanna Beljajewa, Belarus und Jekaterina Melnikowa, Russland                                                                        |
| 2007 | 5.    | WM in Baku                                              | bis 63 kg      | nach Siegen über Maria Dunn, Guatemala, Hou Min-Won und Nikola Hartmann-Dünser, Österreich und Niederlagen gegen Jelena Schalygina, Kasachstan und Monika Ewa Michalik, Polen                       |
| 2008 | 1.    | Junioren-EM (Juniors) in Košice                         | bis 63 kg      | vor Jekaterin Melnikowa, Aysal Can, Türkei und Paulina Grabowska, Polen |
| 2008 | 11.   | OS in Peking                                            | bis 63 kg      | nach einer Niederlage gegen Randi Miller, USA |
| 2009 | 1.    | Junioren-EM (Juniors) in Tiflis                         | bis 63 kg      | vor Karin Stingelin, Schweiz, Evelyna Gryvik, Schweden und Jekaterina Melnikowa |
| 2009 | 10.   | WM in Herning/Dänemark                                  | bis 63 kg      | nach einem Sieg über Zhao Junzhi, China und einer Niederlage gegen Jelena Schalygina |
| 2010 | 2.    | Golden-Grand-Prix in Krasnojarsk                        | bis 63 kg      | hinter Saiko Nagashima Yamamoto, Japan, vor Aljona Kartaschowa und Ljubow Michailowna Wolossowa, beide Russland                                                                                     |
| 2010 | 3.    | EM in Baku                                              | bis 63 kg      | nach einem Sieg über Laura Skujina, Lettland, einer Niederlage gegen Ljubow Michailowna Wolossowa und Siegen über Martina Zykora, Tschechien und Olesja Samula, Aserbaidschan                       |
| 2010 | 14.   | Golden-Grand-Prix in Baku                               | bis 63 kg      | Siegerin: Monika Ewa Michalik vor Otschirbatyn Nasanburmaa, Mongolei |
| 2010 | 1.    | Universitäten-WM in Turin                               | bis 63 kg      | vor Inna Traschukowa, Russland und Paulina Grabowska |
| 2011 | 1.    | EM in Dortmund                                          | bis 63 kg      | nach Siegen über Sarah Connolly, Großbritannien, Laura Skujina, Maria Terese Mendez Mayo, Spanien, Olesja Samula und Tajbe Jusein, Bulgarien                                                        |
| 2011 | 7.    | WM in Istanbul                                          | bis 63 kg      | nach einem Sieg über Hela Riabi, Tunesien, einer Niederlage gegen Kaori Icho, Japan, Siegen über Michaela Spoutsova, Tschechien und Jelena Schalygina und einer Niederlage gegen Jing Ruixue, China |
| 2012 | 2.    | Intern. Turnier der Ukraine in Kiew                     | bis 63 kg      | hinter Ljubow Michailowna Wolossowa, vor Olesja Samula und Sorondsonboldyn Battsetseg, Mongolei |
| 2012 | 1.    | EM in Belgrad                                           | bis 63 kg      | nach Siegen über Johanna Mattsson, Schweden, Audrey Prieto, Frankreich, Elif Jale Yeşilırmak, Türkei und Natalja Smirnowa, Russland                                                                 |
| 2012 | 1.    | Olympia-Qual.-Turnier in Sofia                          | bis 63 kg      | vor Ljubow Michailowna Wolossowa, Russland, Henna Johansson, Schweden und Monika Ewa Michalik, Polen                                                                                                |
| 2012 | 7.    | OS in London                                            | bis 63 kg      | nach Siegen über Jelena Schalygina und Marianna Sastin, Ungarn |
| 2012 | 2.    | Golden-Grand-Prix in Baku                               | bis 63 kg      | hinter Anastasija Grigorjeva, vor Yurika Ito, Japan und Inna Traschukowa, Russland |
| 2012 | 1.    | Universitäten-WM in Kuortane/Finnland                   | bis 63 kg      | vor Inna Traschukowa, Gabrielle Sleisz, Ungarn und Danielle Lapage, Kanada |
| 2014 | 2.    | Alexander-Medwed-Preis in Minsk                         | bis 63 kg      | hinter Laura Skujina, Lettland, vor Ljubow Owtscharowa, und Julija Pronzewitsch, beide Russland |
| 2014 | 3.    | EM in Vantaa/Finnland                                   | bis 63 kg      | nach Siegen über Aurora Fajardo Prieto, Spanien und Inna Traschukowa, einer Niederlage gegen Anastasija Grigorjeva und einem Sieg über Adéla Hanzlíčková, Tschechien                                |
| 2014 | 3.    | Golden-Grand-Prix in Baku                               | bis 63 kg      | hinter Elena Piroschkowa und Yurika Ito |
| 2014 | 1.    | WM in Taschkent                                         | bis 63 kg      | nach Siegen über Walerija Lasinskaja, Russland, Agoro Papavasileiou, Griechenland, Henna Johansson und Elena Piroschkowa                                                                            |
| 2015 | 1.    | Klippan-Lady-Open                                       | bis 63 kg      | vor Anastasija Grigorjeva, Jackeline Renteria Castillo, Kolumbien und Walerija Lasinskaja |
| 2015 | 2.    | 1. Europäische Spiele in Baku                           | bis 63 kg      | nach Siegen über Andrea-Elena Simon, Rumänien, Monika Ewa Michalik, Polen und Maria Mamaschuk, Belarus und einer Niederlage gegen Walerija Lasinskaja                                               |
| 2015 | 3.    | WM in Las Vegas                                         | bis 63 kg      | nach einer Niederlage gegen Risako Kawai, Japan und Siegen über Katherine Vidiaux Lopez, Kuba, Maria Mamaschuk und Braxton Rei Stone-Papadopoulos, Kanada                                           |
| 2015 | 13.   | Golden-Grand-Prix in Baku                               | bis 63 kg      | Siegerin: Elena Piroschkowa, USA vor Taybe Mustafa Yusein, Bulgarien |
| 2016 | 1.    | „Dan-Kolow“ & „Nikola-Petrow“-Grand-Prix in Krasnojarsk | bis 63 kg      | vor Taybe Mustafa Yusein, Elina Wasewa, Bulgarien und Esgi Kuscu, Türkei |
| 2016 | 1.    | Intern. Turnier in Kiew                                 | bis 63 kg      | vor Danielle Lappage, Kanada, Marianna Sastin, Ungarn und Solomija Wolska, Ukraine |
| 2016 | 2.    | EM in Riga                                              | bis 63 kg      | nach Siegen über Indre Bubelyte, Litauen und Inna Traschukowa, Russland und einer Niederlage gegen Anastasia Grigorjewa, Lettland                                                                   |
| 2016 | 1.    | Poland-Open in Spala                                    | bis 63 kg      | vor Xu Rui, China, Battsetseg Soronbold, Mongolei und Taybe Mustafa Yusein |
| 2016 | 9.    | OS in Rio de Janeiro                                    | bis 63 kg      | nach einem Sieg über Danielle Lappage und einer Niederlage gegen Xu Rui |
| 2016 | 1.    | Golden-Grand-Prix in Baku                               | bis 63 kg      | vor Xu Rui, Ayana Gempei, Japan und Marianna Sastin |
| 2017 | 1.    | Intern. Turnier in Kiew                                 | bis 63 kg      | vor Elmira Gambarowa, Aserbaidschan, Anna Mazurkewitsch, und Swetlana Rischikowa, beide Ukraine |
| 2017 | 1.    | „Dan-Kolow“ & „Nikola-Petrow“-Memorial in Russe         | bis 63 kg      | vor Taybe Mustafa Yusein, Sara da Col, Italien und Monika Ewa Michalik, Polen |
| 2017 | 3.    | EM in Novi Sad                                          | bis 63 kg      | nach einem Sieg über Weronika Iwanowa, Bulgarien, einer Niederlage gegen Taybe Mustafa Yusein und Siegen über Hafize Sahin, Türkei und Inna Traschukowa                                             |
| 2017 | 3.    | Poland-Open in Warschau                                 | bis 63 kg      | hinter Pürewdordschiin Orchon, Mongolei und Xu Rui, gemeinsam mit Taybe Mustafa Yusein |
| 2017 | 2.    | WM in Paris                                             | bis 63 kg      | nach Siegen über Ilana Kratysch, Israel, Walerija Lasinskaja, Russland und Hafize Sahin und einer Niederlage gegen Pürewdordschiin Orchon                                                           |
| 2018 | 2.    | Klippan-Lady-Open                                       | bis 62 kg      | hinter Kayla-Colleen Miracle, USA, vor Olivia Henningsson, Schweden und Luisa Niemesch, Deutschland                                                                                                 |
| 2018 | 1.    | China-Open                                              | bis 62 kg      | vor Bao Ling Ling und Cui Fengfeng, beide China und Hang Jingwon, Südkorea |
| 2018 | 1.    | Poland-Open                                             | bis 62 kg      | vor Johanna Mattsson, Luisa Niemesch und Lu Na, China |
| 2018 | 3.    | WM in Budapest                                          | bis 62 kg      | nach Siegen über Luisa Niemesch und Johanna Mattsson, einer Niederlage gegen Yukako Kawai, Japan und einem Sieg über Marianna Sastin                                                                |
| 2019 | 1.    | „Dan-Kolow“ & „Nikola-Petrow“-Memorial in Russe         | bis 62 kg      | vor T'aybe Mustafa Yusein, Aisuluu Tinibekowa, Kirgisistan und Pu Xingru, China |
| 2019 | 1.    | Intern. Turnier in Kiew                                 | bis 62 kg      | vor Ilona Prokopewnjuk und Antonia Kulachina, beide Ukraine |
| 2019 | 1.    | Europaspiele in Minsk                                   | bis 62 kg      | nach Siegen über Lydia Perez Tourino, Spanien, Maria Kuznezowa, Russland, Taybe Mustafa Yusein und Elmira Gambarowa, Aserbaidschan                                                                  |
| 2019 | 9.    | „Yasar-Dogu“-Memorial in Istanbul                       | bis 62 kg      | nach einem Sieg über Ilona Prokopewnjuk und einer Niederlage gegen Lais Nunes de Oliveira, Brasilien                                                                                                |

Erläuterungen
- alle Wettbewerbe im freien Stil
- OS = Olympische Spiele, WM = Weltmeisterschaft, EM = Europameisterschaft
- Altersgruppe „Juniors“ bis zum 20. Lebensjahr